# District de Setana
Le district de Setana (瀬棚郡, Setana-gun) est un district de la sous-préfecture de Hiyama, au Japon.

## Géographie

### Démographie
Au 31 mars 2015, la population du district de Setana s'élevait à 5 642 habitants répartis sur une superficie de 568,25 km2.

### Divisions administratives
Le district de Setana est constitué du seul bourg d'Imakane.